# Сурогатна мати (мінісеріал, 2019)
«Сурогатна мати» (рос. Сурогатная мать) також відомий як «Моя ідеальна мама» (рос. Моя идеальная мама) — російськомовний телесеріал 2019 року режисера Олега Філіпенка.
Прем'єра телесеріалу в Україні відбулася 16 березня 2019 року на телеканалі ТРК Україна. Прем'єра серіалу в Росії відбулася 14 грудня 2019 на Росія-1.

## Сюжет
Надя Соловйова одна виховує свою доньку Поліну, яку дуже кохає. Але вона мусить працювати на двох роботах, аби утримувати себе та доньку. Подружжя Кореневих, у яких вона працює хатньою робітницею, запропонували їй стати сурогатною матір'ю їхнього майбутнього малюка.
Надя відмовляється. Однак життя насилає їй випробування і потребу у грошах — під час тренувань зі спортивної гімнастики важко травмується її донька. Аби провести дорогу́ операцію, яка врятує Поліну від інвалідності, жінка погоджується на пропозицію Кореневих. Утім, це приводить до нових непередбачуваних ситуацій у майбутньому…

## У ролях
- Ганна Міклош
- Костянтин Самоуков
- Олексій Нагрудний — Герман Трубін
- Ганна Саліванчук — Валерия Красуцкая

## Зйомки
Телесеріал знімався в Києві та Київській області.